# Lamprogaster basalis
Lamprogaster basalis är en tvåvingeart som beskrevs av Walker 1861. Lamprogaster basalis ingår i släktet Lamprogaster och familjen bredmunsflugor. Inga underarter finns listade i Catalogue of Life.